# Florence Parly
Pour les articles homonymes, voir Parly.
Florence Parly, née le 8 mai 1963 à Boulogne-Billancourt (Seine), est une haute fonctionnaire, femme politique et dirigeante d'entreprise française.
Administratrice civile à la direction du Budget puis conseillère dans différents cabinets ministériels, elle intègre en 1997 le cabinet du Premier ministre, Lionel Jospin. Elle est secrétaire d'État au Budget du 3 janvier 2000 au 6 mai 2002 dans le gouvernement Lionel Jospin sous la présidence de Jacques Chirac et, quinze ans plus tard, ministre des Armées dans les gouvernements Philippe II et Castex du 21 juin 2017 au 20 mai 2022 sous la première présidence d'Emmanuel Macron.
Dans le secteur privé, elle travaille chez Air France, où elle est notamment directrice générale adjointe de 2008 à 2014 puis membre du conseil d'administration à partir de 2023. Elle travaille aussi à la direction de la SNCF, d'abord comme directrice générale à la stratégie et aux finances du groupe ferroviaire public, avant de devenir en 2016 directrice générale de l'univers Voyageurs de SNCF Mobilités.

## Origines et formation
Florence Parly est la fille de Jeanne-Marie Parly née Herland, conseillère d'État, ancienne rectrice de l'académie de Caen, et directrice de cabinet de Claude Allègre au ministère de l'Éducation nationale en 2000,, et d'Edmond Parly (1907-1995), homme d'affaires[réf. à confirmer],.
Florence Parly effectue ses études à l'Institut d'études politiques de Paris (1984),. Elle est reçue à l'École nationale d'administration (promotion Fernand Braudel) en 1985.

## Parcours professionnel et politique

### Direction du budget et cabinets ministériels
À sa sortie de l'ENA en 1987, Florence Parly est administratrice civile à la direction du budget. Responsable de la synthèse des comptes sociaux, elle s'occupe de la création du revenu minimum d'insertion (RMI) puis de la contribution sociale généralisée (CSG).
Elle intègre ensuite les cabinets ministériels comme conseillère technique, auprès de Michel Durafour au ministère de la Fonction publique en mars 1991, et de Paul Quilès à partir de juin 1991, à l'Équipement et au Logement, puis à l'Intérieur.
Après la victoire de la droite aux élections législatives de 1993, Florence Parly réintègre la direction du budget en qualité de chef des bureaux de la protection sociale et de la sécurité sociale puis de l'équipement, du logement, de la ville et de l'aménagement du territoire entre 1994 et 1995, et de la culture et de l'audiovisuel à partir de 1995.
Elle adhère au Parti socialiste (PS) en 1995 et fréquente la section du 14e arrondissement de Paris.
Olivier Schrameck la repère et la recrute en juin 1997 dans le cabinet du Premier ministre, Lionel Jospin, comme conseillère pour les affaires budgétaires.

### Secrétaire d'État au Budget
Elle est nommée secrétaire d'État au Budget le 3 janvier 2000, devenant la benjamine du gouvernement. En poste jusqu'au 6 mai 2002, Florence Parly seconde Christian Sautter, puis Laurent Fabius au ministère des Finances.
En couple depuis 1991 avec Martin Vial, haut-fonctionnaire, directeur général du groupe La Poste entre 1997 et 2002 et commissaire aux participations de l'État de 2015 à 2022. Elle médiatise sa grossesse alors qu'elle est en fonction, posant notamment dans Elle sans révéler le nom de son compagnon.

### Après Bercy
Candidate aux élections législatives de juin 2002 dans l'Yonne, Florence Parly perd au second tour contre Jean-Pierre Soisson avec 42,82 % des suffrages.
Elle devient vice-présidente du conseil régional de Bourgogne de 2004 à 2006, ainsi que présidente du directoire de l'Agence régionale de développement économique d'Île-de-France. Entre 2003 et 2005, Florence Parly est également responsable nationale, chargée de l'économie et de l'emploi au Parti socialiste.
Florence Parly s'éloigne ensuite de la vie politique et devient en juin 2006 directrice de la stratégie des investissements à la direction financière d'Air France, jusqu'à sa nomination comme directrice générale adjointe d'Air France Cargo en janvier 2009, fonction pour laquelle elle est critiquée par la suite par le syndicat des pilotes d'Air France (SPAF), qui considère son bilan comme « funeste ».
En 2007, elle rejoint l'appel Gauche avenir, lancé entre autres par Paul Quilès et Marie-Noëlle Lienemann, avec la participation, en 2008, aux banquets républicains sur l'unité de la gauche, de Benoît Hamon et Jean-Pierre Chevènement.

### Dirigeante d'entreprise
De 2012 à juin 2017, elle est administratrice indépendante et présidente du Comité des nominations et des rémunérations chez Altran,,.
Le 1er janvier 2013, elle devient directrice générale adjointe de l’activité « Passage Point » à Point Orly et Escales France, chargée du redressement du court-courrier dans le cadre du plan TransForm 2015. À ce titre, elle est membre du comité exécutif du groupe Air France. Elle est membre des conseils d'administration d'Air France et d'Ingenico. Elle quitte ses fonctions chez Air France fin août 2014.
Le 18 novembre 2014, elle devient directrice générale déléguée de la SNCF pour « assurer le pilotage stratégique et la cohérence économique » de l'entreprise dans le « contexte de profonde transformation » prévue par la réforme ferroviaire, officiellement chargée de la stratégie et des finances. En mars 2016, Guillaume Pepy la nomme directrice générale de SNCF-Voyageurs, la branche de la SNCF spécialisée dans le transport ferroviaire de voyageurs longue distance et à grande vitesse, en remplacement de Barbara Dalibard. À ce titre, elle pilote l'univers Voyageurs de SNCF Mobilités, rassemblant les activités Voyages (TGV), Transilien, TER et Intercités, mais également le programme « porte à porte » de l'entreprise, soit 15,4 milliards d'euros de chiffre d'affaires, 70 000 salariés et 5 millions de voyageurs chaque jour.
Elle siège à partir du 14 janvier 2016 au conseil de surveillance de l’entreprise Zodiac Aerospace, comme représentante du Fonds stratégique de participation, géré par le groupe Edmond de Rothschild, ainsi qu'aux conseils d'administration d'Altran et d'Ingenico.

### Ministre des Armées

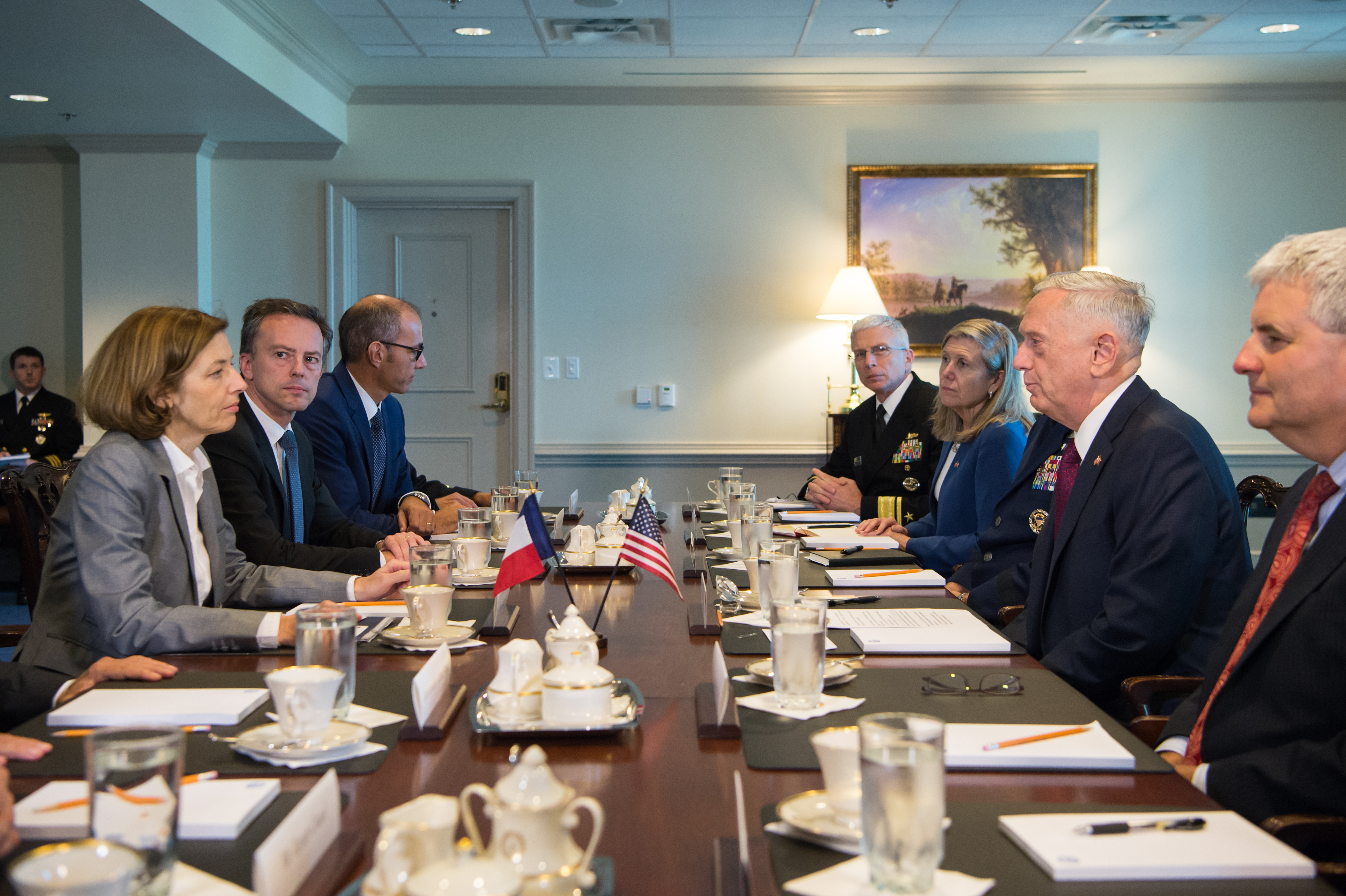
Florence Parly et le secrétaire américain à la Défense James Mattis en octobre 2017.

Elle est nommée ministre des Armées le 21 juin 2017 dans le second gouvernement Édouard Philippe, tandis que Geneviève Darrieussecq est nommée secrétaire d'État auprès d'elle.
Elle commence son mandat en remettant le 27 juin la Légion d'honneur à titre posthume au caporal Albéric Riveta, mort quelques jours plus tôt en opération extérieure au Mali. Elle décrit plus tard cet évènement comme le fait le plus marquant de sa prise de fonction au ministère des Armées.
Une semaine après sa nomination, elle quitte les conseils d'administration de Zodiac Aerospace, Altran et Ingenico.
À la tête du ministère des Armées, elle défend notamment la loi de programmation militaire 2019-2025. Cette loi accorderait 295 milliards d'euros à la défense à l'horizon 2025,.
En octobre 2017, alors que Raqqa est sur le point d'être reprise à l'État islamique, elle déclare que le plus efficace, pour empêcher le retour de djihadistes en France, est d’« aller au bout » de l’opération, ajoutant : « S’il y a des djihadistes qui périssent dans ces combats, je dirais que c’est tant mieux. Nous ne pouvons rien faire pour empêcher leur retour. Nous pouvons poursuivre le combat pour neutraliser le maximum de djihadistes. » Elle réitère cette position quelques mois plus tard, lors de ses vœux aux armées, déclarant : « Les djihadistes n’ont jamais eu d’états d’âme, je ne vois pas pourquoi nous en aurions pour eux. » Mediapart souligne qu'elle « [reconnaît] entre les lignes que la position de la France sur la peine de mort [peut] évoluer en fonction des situations et des individus »,.
Florence Parly a impulsé plusieurs grands chantiers de modernisation du ministère des Armées, en faisant notamment voter la loi de programmation militaire 2019-2025 (LPM) qui prévoit une hausse importante du budget du ministère (295 milliards) et le renouvellement et la modernisation de nombreux équipements. Elle lance également un « plan famille » destiné à faciliter la vie des familles de militaires et à les aider dans les contraintes qu'elles rencontrent (déménagements réguliers, mutations, recherche d’emploi pour le conjoint, scolarisation des enfants, célibat géographique, etc.). Elle est à l'origine de la création du comité d'éthique de la défense, un comité qui a « vocation à traiter en premier lieu des questions posées par les technologies émergentes et leur emploi par l'homme dans le domaine de la défense »,.
Entre juin et juillet 2020, son nom est régulièrement cité pour succéder à Édouard Philippe comme Premier ministre,,. Elle reste finalement ministre des Armées dans le gouvernement Jean Castex, jusqu'à la nomination de Sébastien Lecornu le 20 mai 2022.

### Après le gouvernement
Florence Parly est nommée présidente du conseil d'administration du Conservatoire national des arts et métiers le 2 mai 2023. Elle entre également au conseil d’administration de la société Verkor, un constructeur de batteries pour voitures électriques.
En mars 2023, Florence Parly rejoint aussi le conseil d’administration de Newcleo, spécialiste dans la technologie nucléaire,.
Le 6 avril 2023, elle est nommée membre de la commission de surveillance de la Caisse des dépôts, en tant que personnalité qualifiée désignée par la présidente de l'Assemblée nationale.
Le 7 décembre 2023, Florence Parly est nommée au conseil d'administration d'Air France-KLM « dans la perspective » d’en prendre ensuite la tête, annonce le groupe,.
Florence Parly est nommée présidente du conseil d'administration d'Air France-KLM le 29 avril 2025.

## Controverses

### Affaire de trucage d’appels d’offres à la SNCF
Le 5 juillet 2017, l’hebdomadaire satirique Le Canard enchaîné révèle que Florence Parly est visée par une enquête du parquet national financier dans une affaire de trucages d'appels d'offres ayant eu lieu à la SNCF au profit de la société IBM. Celle-ci aurait mis un certain temps à agir afin de corriger la situation délictueuse ; l'hebdomadaire la met également en cause dans son rôle concernant la mise au placard de l’un des cadres de la direction des achats, sanctionné pour avoir refusé ces pratiques. Le 11 décembre 2018, ce même lanceur d’alerte de la SNCF porte plainte contre la ministre pour « harcèlement moral, délit d’extorsion de consentement, complicité de malversation et subornation de témoin ».

### Parachute doré et revenus
Le 6 octobre 2017, Marianne révèle que Florence Parly a perçu près de 52 000 euros par mois durant le premier semestre 2017. Cette rémunération excède les plafonds prévus pour son poste à la SNCF, et provoque une controverse compte tenu de la situation financière dégradée de l'entreprise publique de transport ferroviaire,.
Le 3 novembre 2017, le magazine Marianne révèle que Florence Parly a reçu un parachute doré de 675 800 euros à la suite de son départ d'Air France en septembre 2014. Cette indemnité choque une partie de l'opinion publique[réf. nécessaire][évasif] compte tenu de la situation financière (129 millions d'euros de pertes en 2014) et sociale (plans de départs volontaires) d'Air France.

## Décorations
- Officière de la Légion d'honneur (13 juillet 2022)[57], chevalière le 10 avril 2009[58].
- Officière de l'ordre national du Mérite (15 mai 2015)[59],[Note 1].